# Gmina Babušnica
Gmina Babušnica (serb. Opština Babušnica / Општина Бабушница) – jednostka administracyjna najniższego szczebla w Serbii, w okręgu pirockim.

## Skład etniczny
- Serbowie - 14 141 (89,87%)
- Bułgarzy -	1 017 (6,46%)
- Romowie - 128 (0,81%)
- Jugosłowianie - 56 (0,35%)
- Macedończycy - 5 (0,03%)
- Czarnogórcy - 2 (0,01%)
- Chorwaci -	1 (0,006%)
- Muzułmanie - 1 (0,006%)
- Rusini - 1 (0,006%)
- Albańczycy - 1 (0,006%)
- Boszniacy - 1 (0,006%)
- Wołosi - 1 (0,006%)
- Niemcy - 1 (0,006%)
- inni - 256 (1,63%)
- nie podano - 113 (0,72%)